# 樫之森公園前停留場
樫之森公園前停留場（日语：／ Kashinomori kōen-mae teiryūjō */?）是隸屬於宇都宮輕軌的鐵路車站，座落於栃木縣芳賀郡芳賀町，車站編號為18。

## 月台配置
採用島式月台設計，是在現時行車班次模式下，採用右側上落的兩個車站之一（另一個為清原地區市民中心前停留場）。出入口採用無障礙斜度。並採用標準化的簡易車站模式，設有兩個長約30米、全上蓋式及透明背板的側式月台，月台上各自裝設了供現金客利用的整理劵機及可摺式候車座椅。
| 月台 | 路線              | 方向 | 目的地                  | 備註 |
| ---- | ----------------- | ---- | ----------------------- | ---- |
| 1    | ■宇都宮芳賀輕軌線 | 下行 | 芳賀·高根澤工業團地方向 |      |
| 2    | ■宇都宮芳賀輕軌線 | 上行 | 平石、宇都宮站東口方向  |      |

## 歷史
- 2021年4月23日：公佈站名[3]。
- 2023年8月26日：正式營運[1][2]。

## 相鄰車站
宇都宮輕軌
■宇都宮芳賀輕軌線
快速（下行）、普通
芳賀町工業團地管理中心前 (17) — 樫之森公園前 (18) — 芳賀·高根澤工業團地 (19)

## 外部連結
- 宇都宮輕軌樫之森公園前停留場網頁 （页面存档备份，存于）